# Fruktsoda

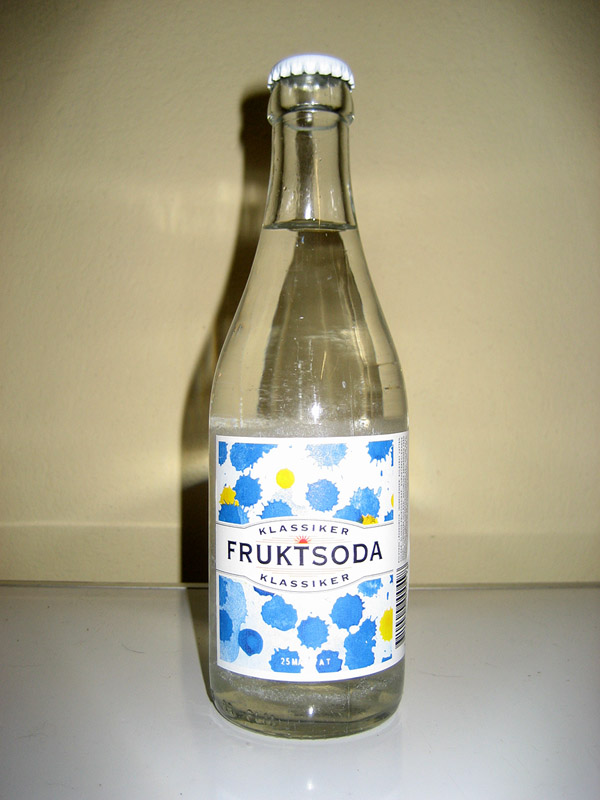
En flaska med fruktsoda.

Fruktsoda är en klassisk svensk läskedryck. Den är färglös och påminner med sin citron- eller limesmak om 7Up och Sprite.
Fruktsoda fanns i många bryggeriers, men numera framförallt i klassiska bryggeriers, sortiment.
Ingredienser (Nygårda)
- kolsyrat vatten
- socker
- glukos-fruktossirap
- citronsyra (E330) och trinatriumcitrat (E331) (surhetsreglerande medel)
- naturliga aromämnen från citron och lime
- natriumbensoat (E211) (konserveringsmedel)